# Passo do Forno
O passo do Forno (romanche: Pass dal Fuorn; alemão:Ofenpass; italiano:Passo del Forno), com uma altitude de 2 149 metros, é um passo de montanha, localizado no cantão de Grisões, nos Alpes Suíços. 

## Etimologia
O nome é baseado em fornos que eram usados para o manuseio do ferro na área. As ruínas destes fornos ainda podem ser encontradas em trilhas nas proximidades.
O passo do Forno conecta Zernez, na Engadina, a Val Müstair, atravessando o único parque nacional da Suíça.
Foi lá que um urso-pardo (Ursus arctos) foi fotografado em julho de 2005 - a primeira observação de um urso selvagem na Suíça desde 1923.
Em 2004, o maior fungo Armillaria da Europa foi encontrado próximo ao Passo. O fungo tem cerca de 1000 anos de idade e seu diâmetro é estimado entre 500 a 800 metros.

## Galeria

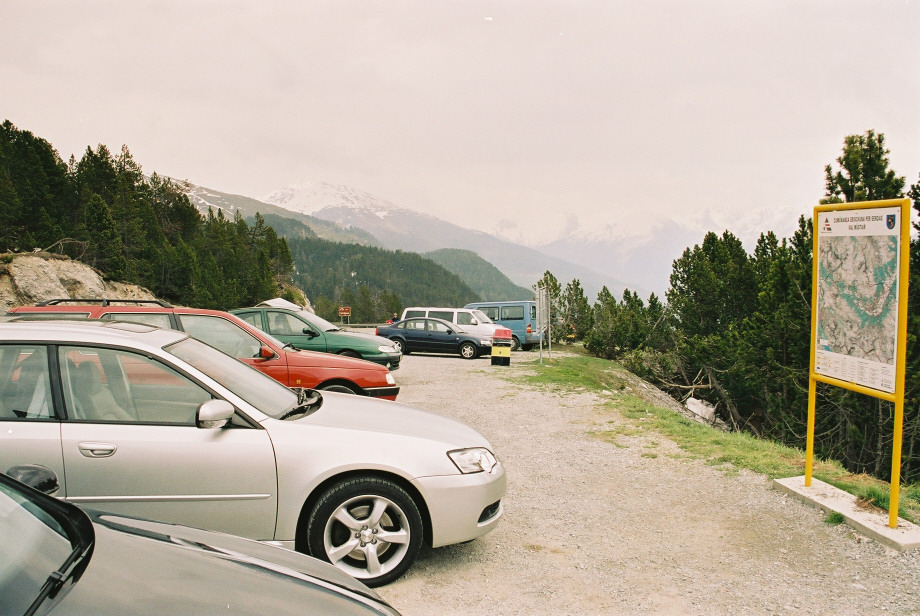
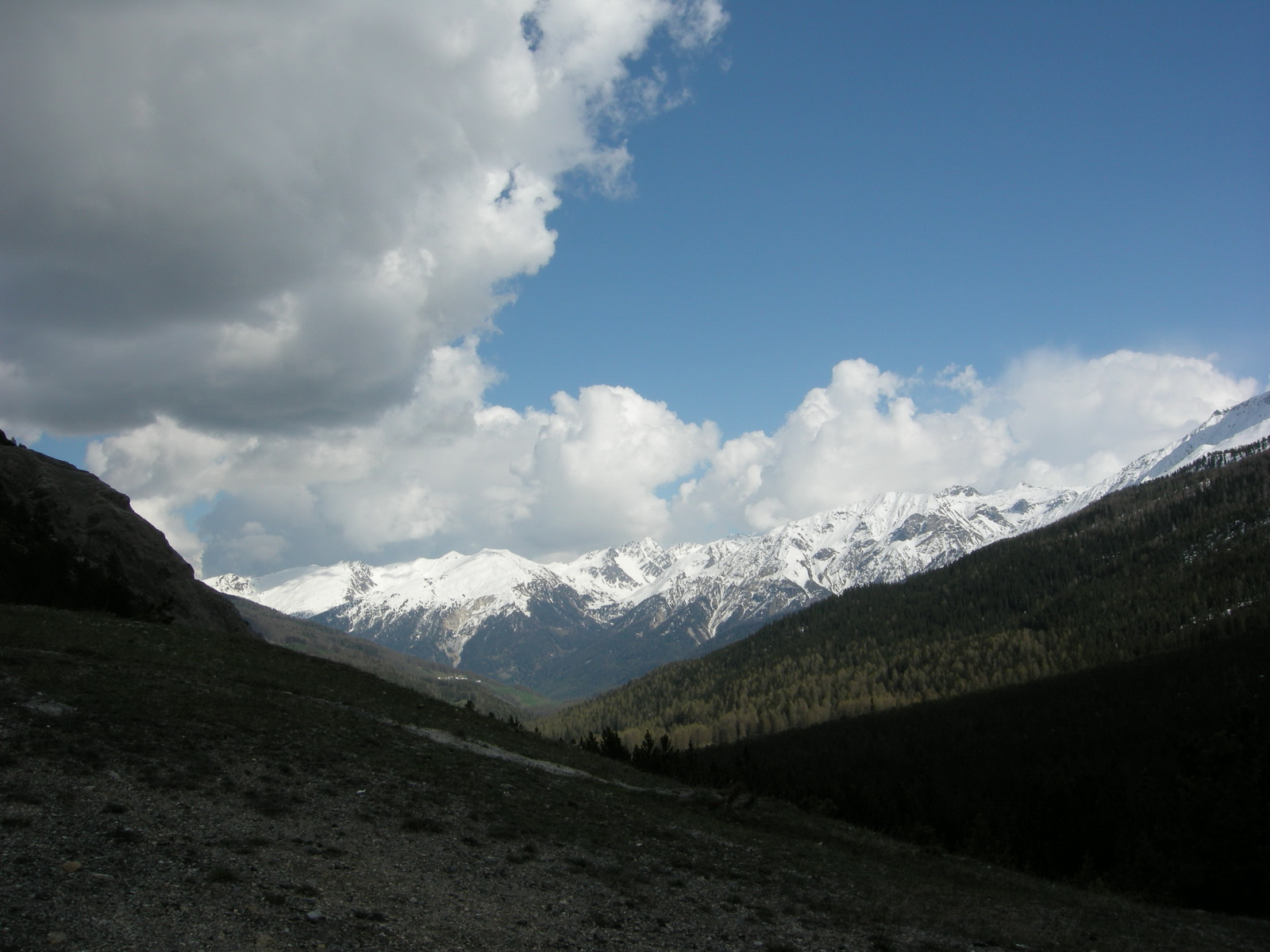
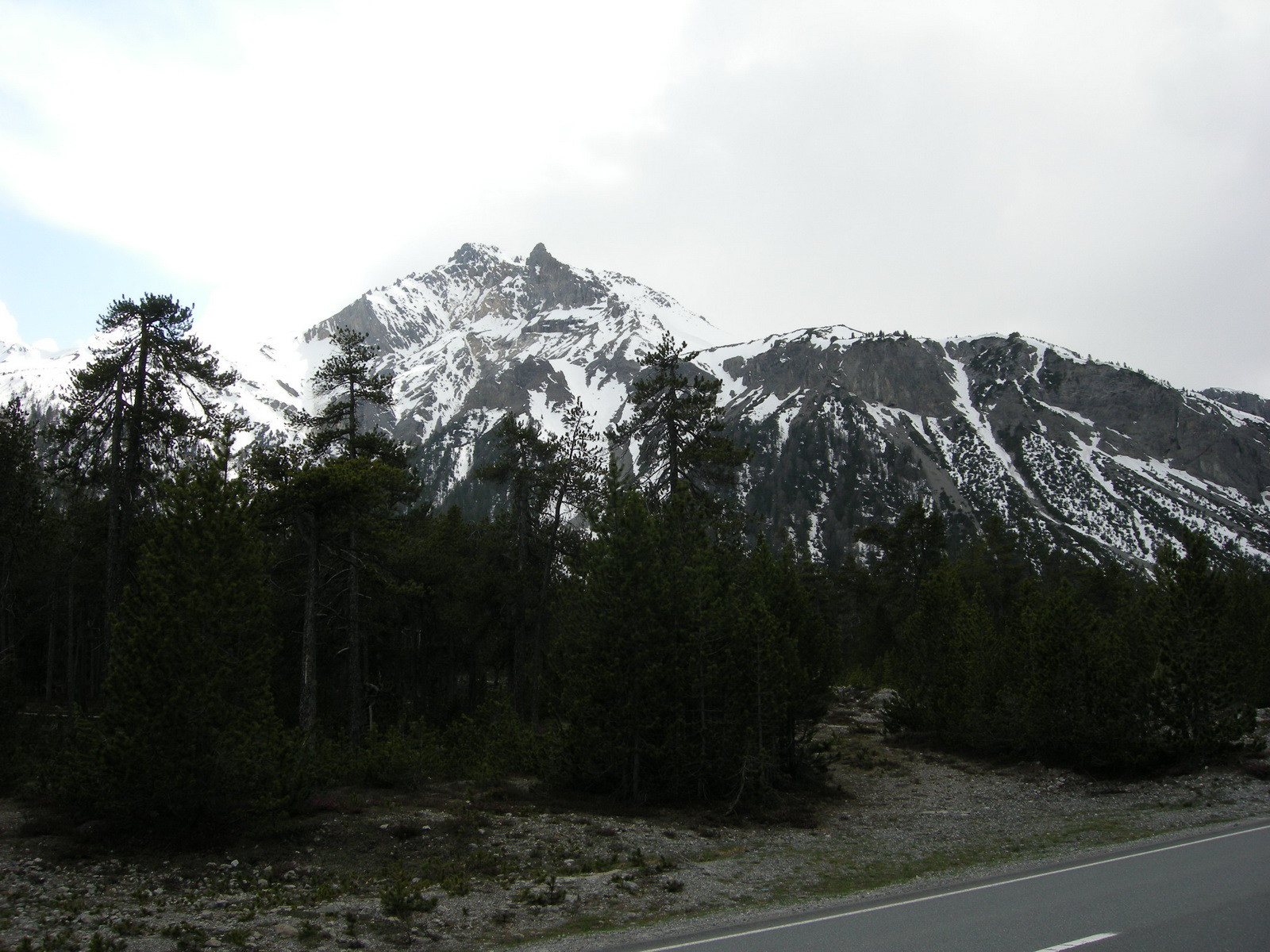
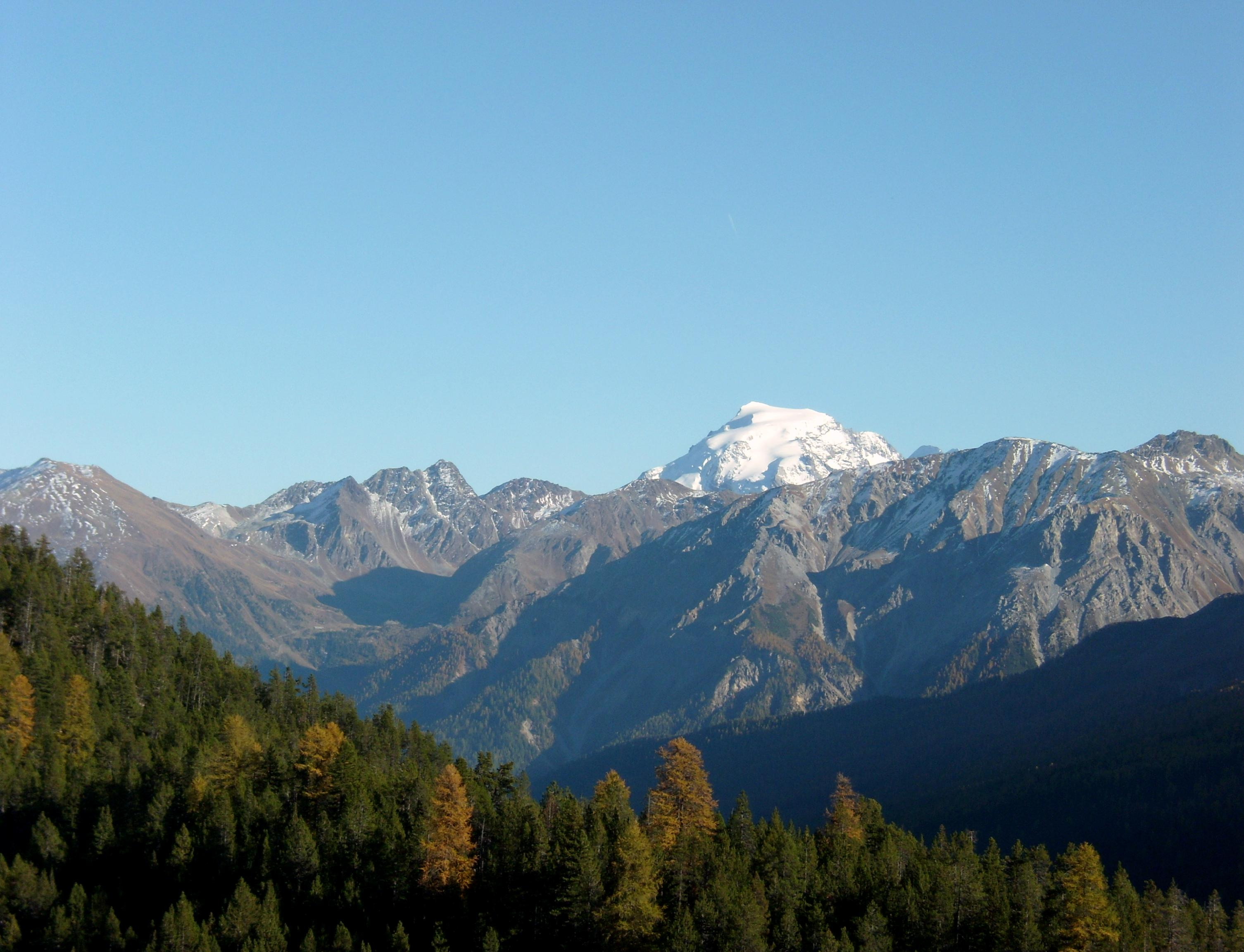
A montanha Ortler, ao leste do Passo do Forno